# 跳棋演讲
跳棋演讲（英語：Checkers speech）又称基金演讲（英語：Fund speech），是美国前总统理查德·尼克松于1952年9月23日发表的一场演讲，他当时是加利福尼亚州的联邦参议员及共和党的副总统候选人。尼克松之前被指有不正当行为，媒体报道称尼克松有一个由其支持者提供的政治基金，对他的政治开销给予报销。这一指控令尼克松的共和党副总统候选人资格受到了威胁，为此他飞到洛杉矶发表了一场时长半个小时的电视讲话，在其中自我辩护并攻击对手，还促请观众联系共和党全国委员会对他是否还应该成为候选人表明立场。演讲期间，他表示无论别人怎么说，他都打算留下支持者送的其中一件礼物：一只黑白色的美卡犬，他的女儿特里西婭將其取名为“跳棋”（Checkers），这也正是此次演讲被称为跳棋的原因。
尼克松来自一个中产阶级家庭，从法学院毕业后大部分时间都花在参军入伍、竞选公职和在国会服务上。1950年成功当选联邦参议员后，尼克松的支持者继续筹集资金资助他的政治活动。这些捐款对他的政治行程、邮件等类似费用加以报销，当时这样的基金并不非法，但由于尼克松曾表明自己有意打击政府腐败行为，因此这样的基金报销指控可能会让人怀疑他有给予赞助者特别照顾。
媒体于1952年9月得知了这项基金，这时距尼克松获选成为德怀特·艾森豪威尔上将的竞选搭档已经过去了两个月。在几天的时间里，事件的不利影响急剧膨胀，威胁到了尼克松的副总统候选人资格。为了扭转公众舆论的大潮，他中止了正在美国西岸进行的巡回竞选，飞往洛杉矶通过电视和广播向全国发表讲话，其中上电视所需要的75000美元租金是由共和党全国委员会筹集的。演讲中提及跳棋是借用富兰克林·德拉诺·罗斯福1944年发表“法拉演讲”的构思，罗斯福在该演讲中对共和党人指控自己派一艘驱逐舰去取一条据称落在阿留申群島的狗“法拉”（Fala）的说法进行了嘲笑。
这场演讲有约6000万美国人观看或收听，创下了当时电视收视人数的新纪录，公众对尼克松的支持也如泉涌般爆发。共和党全国委员会及其他政治办公室收到了数百万份电报或电话，其中绝大多数都表示支持尼克松。他因此得以继续当任共和党的副总统候选人，并在1952年11月的大选中获胜。跳棋演讲是政治家利用电视媒体直接向选民发出吁请的一个早期典型例子，但之后也有数次遭到嘲弄和贬低。“跳棋演讲”一词也成为政治家发表煽情演说的代名词。

## 背景
1950年，时任加利福尼亚州联邦众议员的理查德·尼克松在参议员选举中击败民主党候选人海伦·嘉哈根·道格拉斯，成功当选为该州的联邦参议员。参议员任期六年，为了使尼克松能在政治舞台上更进一步，他的竞选团队开始了进一步策划。为此，竞选经理默里·乔蒂纳和竞选主席伯尼·布伦南（Bernie Brennan）建议尼克松通过一年的准备，争取在1956年获得连任。尼克松在南加州的竞选财务主管达纳·史密斯（Dana Smith）提议由自己亲自管理竞选基金，以负责尼克松下一任期竞选的开销。
史密斯曾对一位可能会捐款的支持者写道，捐助的款项将用于以下用途：
交通和酒店费用，让他（尼克松）可以更频繁地在加州各地巡回宣传，不再受到行车津贴的严格限制。让他可以寄出更多的航空邮件，打更多的长途电话……向支持他的人……寄出物品……向他的竞选团队成员和给予经济支持的人发送圣诞贺卡……支付电台、电视节目广告的费用……以及其它多个类似项目。
当时，身为参议员的尼克松年薪为12500美元（1952年美元，相当于14.8萬2025年美元）。由于加利福尼亚是当时美国人口最多的州之一，因此尼克松的开支津贴也较大部分州的联邦参议员要高，超过75000美元（1952年美元，相当于2024的88.8萬美元），这些钱主要用于支付他12位助手的薪水，还有文具、电话、电报及其他办公费用。包括，每个国会开会期间，他与家人往返首都和加利福尼亚州之间的差旅费。
尼克松后来是这样描述支持者和助手的态度：“我们希望你现在就为1956年的连任开始竞选活动，我们觉得要做到这一点，就要有充足的基金用于发表演讲和在加州各地的宣传等等。”所有提供财政捐赠的都只限于他早期的支持者，并且每人捐款的金额不能超过1000美元（相当于1.18萬2025年美元）。尼克松不知道赞助人士的姓名，不过其筹款信中表示他“当然会非常感激您继续进行捐款”。截止1951年10月30日，基金中收到的捐款已有约16000美元，尼克松花费了约12000美元，这些钱主要来自于洛杉矶地区的赞助者。从1950到1951年（由于前任联邦参议员提前辞职，尼克松在1950年12月1日就已经上任），他寄出的圣诞卡共计花费为4237.54美元。虽然一开始的筹款比较成功，但从1951年11月到1952年7月，基金中一共只收到2200美元捐款，有一份雕刻品账单还差500美元才能付清。

## 基金危机

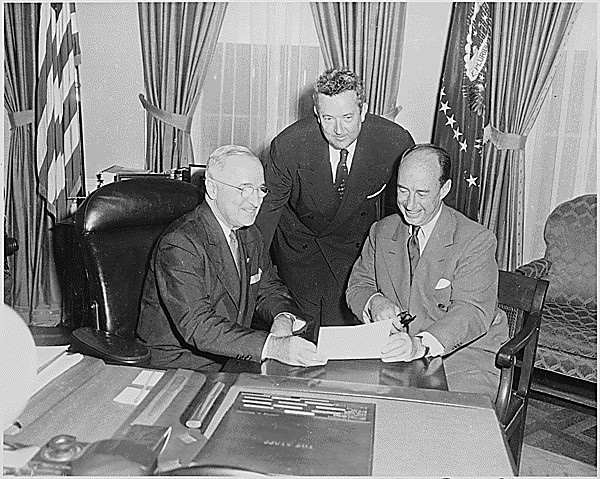
美国总统哈里·S·杜鲁门（左方，坐在椅子上）与伊利诺伊州州长阿德萊·史蒂文森（右方，坐在椅子上）和联邦参议员约翰·斯帕克曼会面

1952年，共和党选择了德怀特·艾森豪威尔作为总统候选人，后者于是选择了尼克松作为自己的竞选搭档。民主党则提名伊利诺伊州州长阿德萊·史蒂文森竞选总统，阿拉巴马州联邦参议员约翰·斯帕克曼（John Sparkman）竞选副总统。包括尼克松在内的加利福尼亚州代表参加1952年共和党全国大会时都曾承诺支持加利福尼亚州州长厄尔·沃伦获得共和党的总统候选人提名，但沃伦之后没能成功获得提名，他的支持者指称尼克松在背后动了手脚，表面上表示支持沃伦，但实际上却是支持艾森豪威尔。他们还指责尼克松接受副总统提名属于政治投机行为。沃伦的一位来自帕萨迪纳，心怀不满的支持者于是将尼克松的政治基金泄露给了多位记者。
尼克松竞选和当任参议员时曾努力宣扬公职人员廉洁，甚至要求自己所在党派的主席盖伊·加布里埃尔森（Guy Gabrielson）身陷贷款丑闻后辞职。这样，当基金危机爆发时，曾说出这些“激愤豪言壮语”的尼克松就“削弱了自己的立场”。

### 事件发展
9月14日，新闻企业协会记者彼得·埃德森（Peter Edson）在尼克松完成《与媒体见面》节目出场后问起他有关基金的问题。尼克松回答该基金是由他的支持者设立，用于支付他的政治开销，他表示自己没有试图去知晓捐赠者的姓名，并告诉埃德森可以找史密斯了解进一步信息。埃德森和其他多名记者之后联系了史密斯，对方也回答了他们有关基金的问题。三天后，尼克松的竞选列车“迪克·尼克松专列”（Dick Nixon Special）离开加利福尼亚州的波莫纳，开始在美国西海岸和落基山脉各州进行巡回竞选。

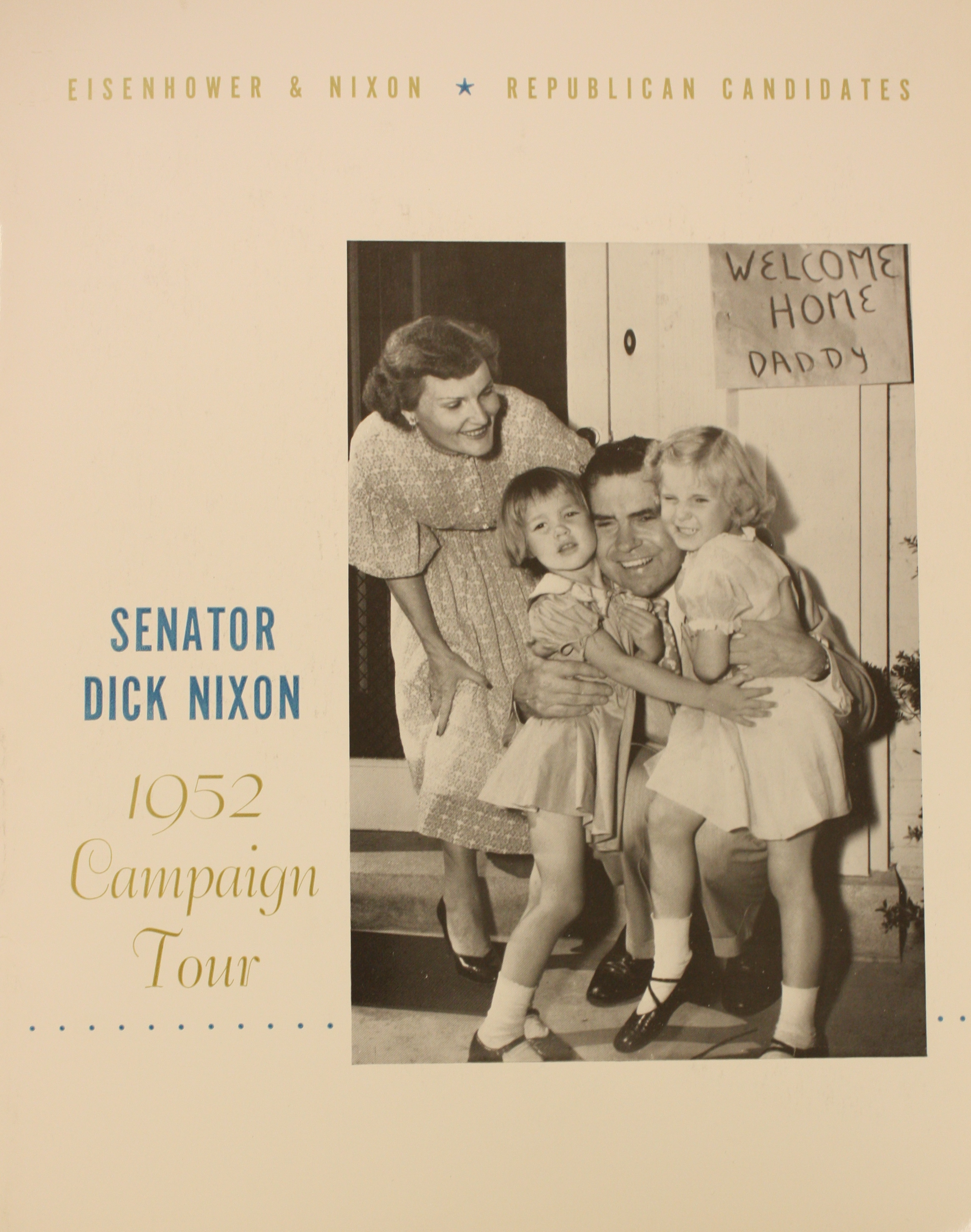
“迪克·尼克松专列”的菜单

埃德森于18号发表的专栏文章中包括了史密斯对该基金保障措施的详细描述，尼克松之后称这篇文章“公正而客观”。但是，《纽约邮报》的利奥·凯契尔（Leo Katcher）访问史密斯后写了篇标题为《神秘有钱人的信托基金让尼克松可以保持远超他薪金所能负担的生活方式》（Secret Rich Men's Trust Fund Keeps Nixon in Style Far Beyond His Salary）的文章，并称给基金捐款的人为“百万富翁俱乐部”。尼克松之后曾称赞凯契尔同样是记者的弟弟爱德华（Edward），但也告诉对方说“你哥哥利奥是个婊子养的”。
“迪克·尼克松专列”到达加利福尼亚州的贝克斯菲尔德当天，尼克松还是没有注意到事件的发酵。他发表演讲对共和党候选人作宣传，还表示支持当地联邦众议员托马斯·H·沃德尔（Thomas H. Werdel）。演讲结束后，共和党活动家基斯·麦科马克（Keith McCormac）给尼克松看了《纽约邮报》的文章，合众国际社转载了该文，使用的标题是《尼克松丑闻基金》（Nixon Scandal Fund）。麦科马克表示，震惊的尼克松坐倒在自己的位子上，之后在竞选经理默里·乔蒂纳和众议员帕特里克·J·希林斯（Patrick J. Hillings，希林斯在尼克松当选参议员后继任加利福尼亚州第十二国会选区的联邦众议员职位，是尼克松的亲信）的帮助下才能够回到自己的列车包厢。
民主党全国委员会主席斯蒂芬·A·米切尔（Stephen A. Mitchell）要求尼克松放弃副总统候选人资格，称“参议员尼克松知道那（个基金）是不道德的。艾森豪威尔上将知道那是不道德的。美国人民知道那是不道德的。”。而共和党联邦参议员卡尔·E·蒙特（Karl E. Mundt）则称该文章是由“左派、亲共分子和前共产党员进行的肮脏操纵”。尼克松发出了一份书面声明，表示该基金是用来支付政治开销，这样就不用再向纳税人收取这笔费用。报纸上刊登的有关基金账户及其受益人的消息越来越耸人听闻。《萨克拉门托蜜蜂报》（The Sacramento Bee）称尼克松为“南加州富人特殊利益集团的宠物门生……他们的挂名负责人，即使不是也肯定是他们的说客”。而《帕萨迪纳之星新闻报》（Pasadena Star-News）则报导称有一位捐款人获知的筹款理由是尼克松一家需要买更大的房子，而且也没有足够的钱雇佣人。
9月19日早上，列车到达加利福尼亚州的马里斯维尔，尼克松从车尾的平台上发表了演讲。列车开动时，他仍然站在平台上，但这时人群中有人朝他喊：“那16000美元是怎么回事？”这个金额数量是当时媒体中报道基金已经筹得的数额。尼克松让车停了下来，回应称自己早就知道要是继续走之前的政治路线，那些“骗子和共产党员”就会诋毁他。他告诉人们，那项基金节省了纳税人的钱，因为其支付的钱本来都可以在自己的参议员经费补助中支取。他还承诺，会把“骗子和共产党员”撵出哥伦比亚特区。

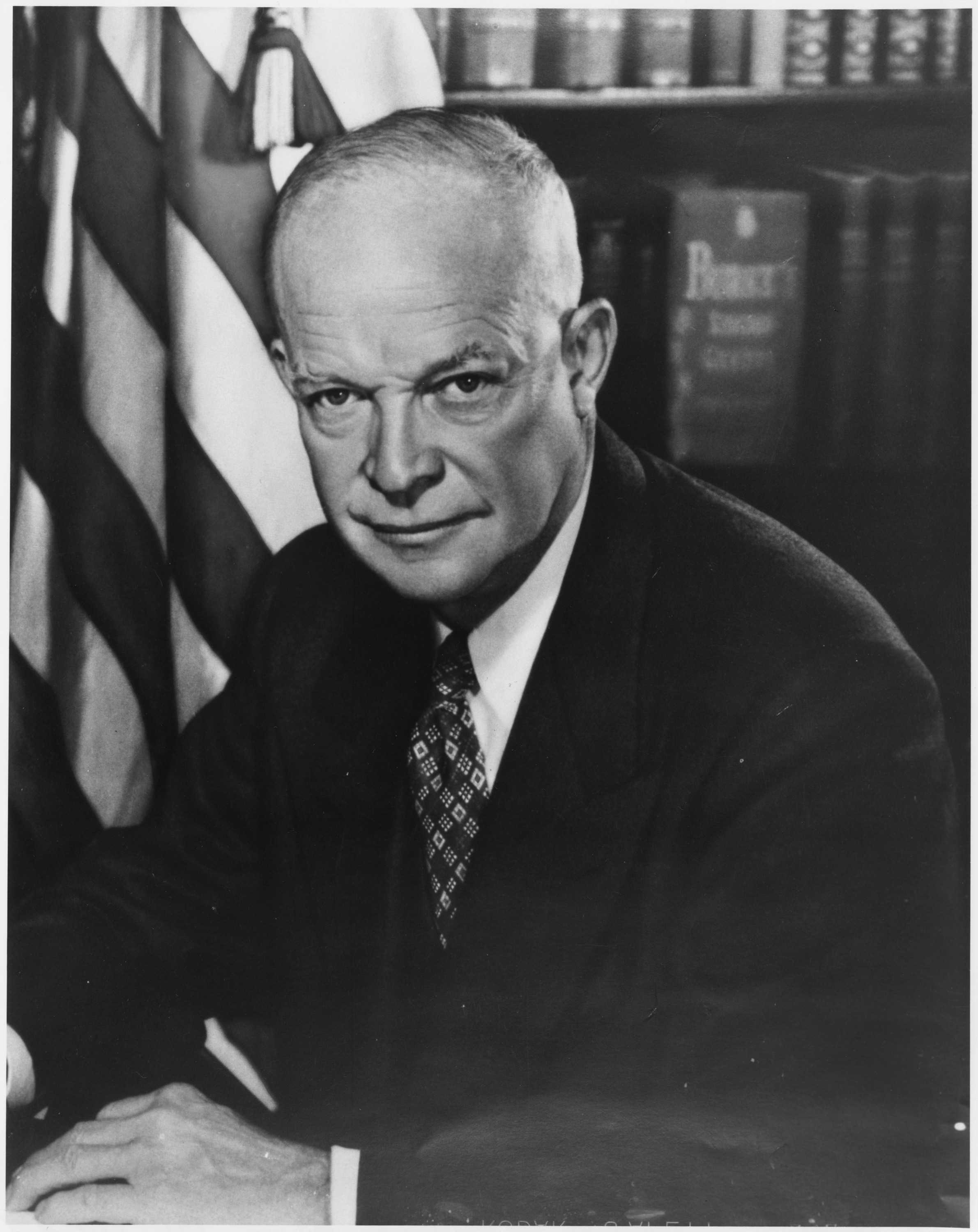
德怀特·艾森豪威尔

艾森豪威尔也在自己的列车“邻居向前看号”（Look Ahead, Neighbor）上巡回竞选，19日早上在密苏里州时，他的助手告知了有关基金丑闻的发展情况。艾森豪威尔于是公开要求尼克松公布所有与基金有关的文件，这让乔蒂纳感到有些沮丧，他觉得将军在这个问题上对自己的竞选搭档心存质疑。艾森豪威尔的助手联系了加利福尼亚州资深联邦参议员威廉·诺兰（William Knowland），说服对方从夏威夷飞回来登上艾森豪威尔的列车，以便在需要时作为其竞选搭档的替代人选。
这个时候尼克松的竞选总部已经收到了大量的电话、电报和邮件，要求参议员退出选举。当艾森豪威尔的列车停下来以便发表演讲时，他看到了手持标识牌的抗议者，上面写着“在此捐款帮助可怜的理查德·尼克松”（Donate Here to Help Poor Richard Nixon）。颇有影响力的《华盛顿邮报》和《纽约先驱论坛报》（New York Herald-Tribune）都要求尼克松放弃副总统候选人资格，不过乔蒂纳没有告知尼克松，后者是从记者的提问中得知此事。9月20日早上，超过100家报纸针对基金问题发表社论，其中反对和支持尼克松的比例为二比一。尼克松的列车停在俄勒冈州的尤金时，他看到了抗议者意指自己夫人的标语：“帕特，那些贿款你打算怎么花？”（Pat, What Are You Going to Do With the Bribe Money?），或是“尼克松（夫人）没有貂皮大衣——只有冷冰冰的现金”（No Mink Coats for Nixon—Just Cold Cash）。这激怒了尼克松，他在回应中表示自己家中没有貂皮大衣，然后称自己对“帕特·尼克松（只能）穿一件值得尊敬的共和党人布料外套”感到自豪，“并且她还会继续穿下去”。这句话的主要内容还会由他在之后的跳棋演讲中复述。
两大主要党派的政治家都对基金的正当性和尼克松应该采取的做法表示了意见，这些意见大部分都与其政治立场吻合。不过民主党总统候选人史蒂文森公开对此事持保留态度，对此乔蒂纳怀疑“这个史蒂文森一定是害怕这事（闹大了会对他不利），我敢打赌他一定是在掩盖什么”。

### 演讲思路
9月20日，共和党全国委员会官员鲍勃·汉弗莱斯（Bob Humphreys）第一个建议尼克松向全国发表电视讲话解释自己的立场。共和党全国委员会主席，之后将成为美国邮政署署长的阿瑟·萨默菲尔德（Arthur Summerfield）觉得这是个好主意，但也担心所需的费用太高。当晚尼克松与众助手交流，他们一致要求他不要放弃候选人资格。汉弗莱斯当晚打电话给身在俄勒冈州波特兰的乔蒂纳，后者意识到，这样的电视讲话将是候选人洗刷自己清白的最好机会。汉弗莱斯建议尼克松再上一次《与媒体见面》节目，但乔蒂纳否决了这一建议，他坚持候选人要全盘掌控演讲过程，避免“被不友善的媒体提问中断”。汉弗莱斯还提及了萨默菲尔德对费用问题的担忧，而乔蒂纳指出，如果尼克松失去候选人资格，那么所有的宣传材料都需要重新印刷，这样产生的费用会远远超过一次电视讲话。
9月21日（星期日），仍有大量的报纸针对此事发表社论，但艾森豪威尔还是没有明确表态。他曾考虑请已经退休的联邦最高法院大法官欧文·罗伯茨（Owen Roberts）来评估基金的合法性，但由于时间上的限制而作罢。艾森豪威尔决定向洛杉矶律师事务所吉布森，邓恩和克鲁哲（Gibson, Dunn & Crutcher）寻求法律建议，并请普华永道对基金记录加以审计。与此同时，尼克松既受到自己母亲发来表示支持电报的鼓励，又对前明尼苏达州州长哈罗德·史塔生（Harold Stassen）也敦促他退出竞选感到气馁。纽约州州长托马斯·杜威是尼克松的支持者，他打电话告诉候选人艾森豪威尔的大部分助手都偏向于取消他的候选人资格，因此尼克松要是决定上电视，他就应该要求人们表达自己的意见。杜威还表示，如果演讲后公众没有强烈地表示支持，那么尼克松最好还是退出。
太平洋时间星期日晚上22点，艾森豪威尔终于给尼克松打了电话。他表示自己不大情愿让参议员退出选举，觉得尼克松应该有一个向美国人民洗清自己的机会。尼克松问起对方，是否能在电视讲话后立即作出是否让自己继续作为其竞选搭档的决定，但将军还是含糊其辞，于是参议员发火了：“像现在这样的关键时刻，你要是不拉屎，就不该老把坑占着。”艾森豪威尔答复称，可能需要等待三到四天的时间来了解公众的反应。

### 准备和安排

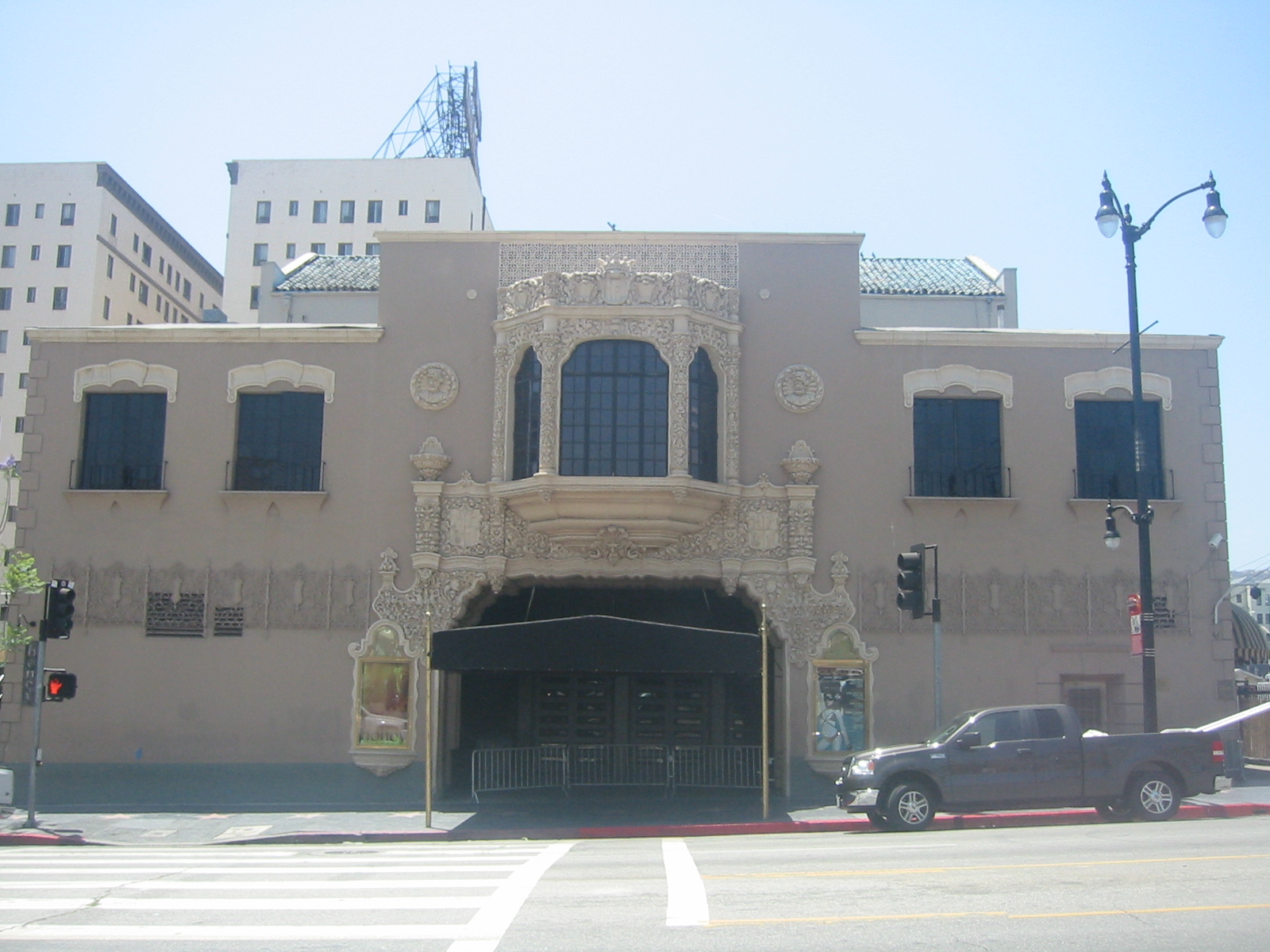
埃尔卡皮坦剧院，之后被称之为好莱坞阿瓦隆

从9月21日晚上到次日早上，艾森豪威尔和尼克松的一众助手都在安排演讲。共和党全国委员会筹集了购买半小时电视时段所需的75000美元，而艾森豪威尔的助手则确定了会有60个全国广播公司电视台与哥伦比亚广播公司和相互广播系统的电台对演讲进行直播。尼克松的助手起初主张在9月22日晚上（星期一）进行，具体时段就在当时很受欢迎的情景喜剧《我爱露西》之后，但候选人表示自己没法这么快准备好，于是改在星期二下午18点30分，东部标准时间晚上21点30分，正好是在由米尔顿·伯利（Milton Berle）主演，受欢迎程度几乎和《我爱露西》一样的《德士古星剧场》（Texaco Star Theater）播出后。演讲地点安排在好莱坞的埃尔卡皮坦剧院，这里当时正在拍摄多个综艺节目，因为其照明效果要明显好过全国广播公司位于伯班克的演播室。尼克松告诉媒体自己将向全国发表电视讲话，但拒绝回答任何有关演讲内容的问题。
星期一早上，尼克松搭乘飞机前往洛杉矶，并在机上起草演讲内容的笔记。他记下了之前在尤金所说的有关自己夫人大衣的话，还有关于家庭财务状况的内容，这让帕特感到不安，并问起丈夫，为什么人们一定要知道家里的财务细节。参议员回答说，从政的人就像生活在鱼缸里一样让人一览无遗。他回忆起富兰克林·德拉诺·罗斯福的“法拉演讲”，当时共和党政敌宣称罗斯福曾派出一艘驱逐舰去把落在阿留申群岛的这条名叫“法拉”的狗取回来，罗斯福在演讲中对这一说法进行了嘲笑；尼克松由此想到了孩子们前不久收到的一件礼物：一位德克萨斯州旅行商卢·卡罗尔（Lou Carrol）看到一篇报道，帕特·尼克松表示自己的两个女儿特里西娅和朱莉“渴望”能有条狗，而他自己的一条美国可卡犬刚生了条小狗，于是他与尼克松的家人通过电报后，就把小狗装在箱里通过长途铁路运输送给了尼克松一家，六岁大的特里西娅给小狗起名叫“跳棋”。尼克松决定把这则轶事加入演讲中，相信这既可以打击政敌，也能让自己的朋友感到欣喜。
飞机抵达洛杉矶后，尼克松住进大使酒店一间僻静的套房，除了夫人、乔蒂纳以及律师兼顾问威廉·P·罗杰斯以外，其他人对他的计划都一无所知。他打电话给自己在母校惠提尔学院认识的两位教授，希望能在亚伯拉罕·林肯的讲话中找到合适的语句来引用。两位教授在回复中一共给了两个建议，尼克松最后选择了其中一项。他坚决拒绝给媒体提前提供演讲的任何文本，认为这会导致观众和听众的数量减少，并且演讲内容也会出现自己不愿接受的过滤情况。由于对演讲内容没有任何可靠信息，媒体上的谣言也漫天飞舞。合众国际社报道称尼克松将在演讲前宣布放弃候选人资格。22号晚上，媒体还正如乔蒂纳预料的那样爆出民主党候选人阿德萊·史蒂文森也有一个类似的基金。史蒂文森的这一基金是由鲍勃·汉弗莱斯在共和党全国大会上透露的，但正如他之后有些沮丧地指出那样：“对此没人有多在意。”
23号早上，艾森豪威尔从律师的报告中得知，联邦参议员接受费用报销是合法的，而进行审计的会计师们也表示没有任何证据表明基金中的钱有被侵吞。基金已经解散，尼克松接受提名后收到的任何礼物都将被列为竞选捐助。虽然这些报告都表明基金存在的疑问已经解决，但艾森豪威尔显然另有打算，希望可以利用这次演讲的成功进行宣传。他让一位助手让电话给纽约州州长杜威，请后者打电话告知尼克松在演讲最后宣布自己放弃副总统候选人提名。艾森豪威尔相信问题终于得到了解决，于是和助手享用了一顿轻松的晚餐，然后于当晚开始准备自己将在克利夫兰向15000名共和党支持者发表的演讲。
太平洋时间下午16点30分，尼克松、乔蒂纳和罗杰斯正在讨论演讲中应该告诉观众向什么地方表明自己对演讲的看法，这时杜威给尼克松打来电话。乔蒂纳虽然对这通电话的情由感到疑虑，但还是勉强同意让尼克松与对方通了话。杜威告诉参议员，虽然自己表示了异议，但艾森豪威尔的几位助手一致要求尼克松退出，希望他在电视讲话的最后加以宣布。尼克松问起将军的意见，杜威表示自己没有直接和艾森豪威尔通话，但由于这些话是由他最亲近的助手转达，因此这些要求肯定也能够代表将军的意见。参议员表示这个时候再来改动讲话内容有些太迟，杜威于是保证讲话内容无需更改，只要在最后说明自己退出选举，并坚持要求艾森豪威尔接受即可。杜威还建议尼克松直接宣布辞去联邦参议员的职位并参加之后的特别选举，因为既失去候选人提名，又辞去参议员职位可以确保尼克松以绝对优势卷土重来，并且给他平反。尼克松沉默了一阵，当杜威问起他的打算时，参议员回答说自己也不知道，而且要是艾森豪威尔的助手们想知道，他们可以像其他人那样打开电视机。砰然放下听筒前，尼克松还补充了一句：“还有，告诉他们，我也懂政治！”
与杜威通过电话后的尼克松感到有些茫然，然后开始为演讲着装并检查自己的笔记。乔蒂纳走进参议员的房间，告诉他如果被强迫退出选举，自己会召开一场大型新闻发布会把所有迫使尼克松退出的内幕全部抖出来，乔蒂纳还补充道，由此产生的轰动对两人不会产生任何影响，因为反正他们从此都将与政治绝缘。尼克松后来说，乔蒂纳的承诺打破了当时的紧张气氛，还给了他正需要的动力。尼克松与夫人及自己的助手起身前往埃尔卡皮坦剧院，在外面的人行道上接见了欢呼的共和党青年团体，其中还包括将来会成为白宫办公厅主任的H·R·霍尔德曼。而身在克利夫兰的将军与玛米·艾森豪威尔及一众助手也在该市公共礼堂上面的管理员办公室准备观看这场演讲，艾森豪威尔还计划在这个礼堂发表演说。

## 发表演讲
在尼克松的坚持下，埃尔卡皮坦剧院内空无一人。新闻记者被局限在附近一个房间里通过电视了解演讲情况，大使酒店有速记员待命，确保尼克松的演讲内容可以准确地传达给媒体，特别是演讲结束时即将截稿的东部媒体。乔蒂纳和罗杰斯将从剧院内的一台电视机前观看演说，帕特则身穿支持者编织的服装坐在台上，距丈夫只有几英尺的距离。演讲台上放有一张桌子，两把椅子和一个书架。尼克松通常喜欢把演讲稿的内容记下来，但这次他将根据自己所做的笔记来进行，以求让声音更加自然。尼克松花了点时间在摄影师的指导下练习自己的动作，然后与太太一起走进更衣室独处了几分钟。他告诉帕特觉得自己可能撑不了这么久，而后者则安慰了他。

### 引言和办公开支
这场演讲以尼克松坐到桌前开始。他说：“我的美国同胞们，今天晚上，我既是以一位副总统候选人，又是以一个其诚信与正直受到质疑的男人身份来到你们面前。”他表示自己不会像杜鲁门政府所做的那样无视指控，称对于他人抹黑的最好回应“就是说出真相”。
接下来候选人提及了基金筹得的18000美元，以及自己受到的从一群支持者中获得金钱的指控。他表示，如果他的确有从中获利，或是筹款是秘密进行，或是赞助者从中获得了特别照顾，那么这样的基金就的确是不当的。但他接下来表示：
这18000美元或是其他任何同类资金中没有一分钱进过我的私人腰包。里面一分一毫都是用在那些我觉得不应该向美国纳税人收取的政治开销上。这也不是什么秘密基金。事实上之前我上过《与媒体见面》节目后，你们中有些人可能已经在上周日看到过——彼得·埃德森在节目结束后前来问我说：“迪克，我们听说的那个基金是咋回事儿？”而我回答：“哦，那没什么秘密可言。你去找达纳·史密斯吧，那个基金是由他在管理的。”

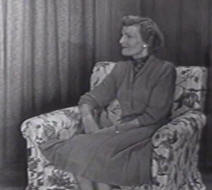
帕特·尼克松坐在一旁看着丈夫发表跳棋演讲。

尼克松表示，没有任何一位基金的捐助者获得任何特别照顾，然后他自己替观众提出了两个疑问：“那么请问参议员，你用这笔基金来做什么？为什么你需要这笔基金？”他接下来解释了联邦参议员的薪金和办公室津贴数额，然后列举了几种满足政治开销需要的不同方式。其一是自己就是名大款，但参议员表示自己家境一般。另一种方式是让自己的夫人也在国会领一份工资，他声称自己的民主党对手，参议员约翰·斯帕克曼（John Sparkman）就是这么干的。尼克松表示自己不是很愿意这么做，因为首都有那么多有能力的速记员需要有份工作，不过帕特·尼克松的确是一位“高明的速记员”，有时会作为义工在他的办公室帮忙。这个时候镜头首次从尼克松身上转向了一旁，显示帕特就坐在办公桌旁边。参议员还透露，由于加利福尼亚州到首都路途遥远，自己无法像其他一些国会议员那样继续从事法律工作，更何况他还认为自己身为立法者却从事法律工作，这无论如何也存在利益冲突。因此他的结论是，为了支付这些自己难以负担的政治开销，最好的办法是由捐助者代劳。接下来尼克松还出示了法律和会计方面的审核意见来作为自己陈述的证据。

### 家庭财务状况，大衣和狗
尼克松继续以代替他人提问的形式自问自答，表示有些人可能会觉得虽然法律和审计上都没有发现问题，但他可能还是找到了什么办法来从中获利。对此他详细介绍了自己的背景和财务状况，从自己出生于加利福尼亚州的约巴林达开始，童年时代他在家里的杂货店帮忙，上大学和法学院时都有参加工作，他还介绍了自己的从军纪录，表示到第二次世界大战结束时，他和帕特·尼克松一共有10000美元存款，并且全部都爱国地购买了政府债券。他还告诉观众自己与夫人从亲戚那里继承到的小额遗产的数额，表示在搬到哥伦比亚特区前：
我们生活得相当拮据。我们在弗吉尼亚州亚历山德里亚帕克菲尔法克斯（Parkfairfax）的一间公寓里一住就是四年，租金是每个月80美元。我们用这段时间存下来的钱买了房子之后才搬了进去。我们拿这笔钱干了什么？我们今天又有什么可以炫耀的呢？我想这可能会让你感到惊讶，因为我们所拥有的与其他公众人物相比是如此之少。

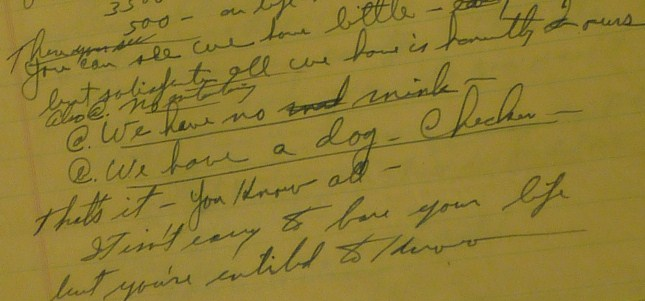
跳棋演讲的笔记节录

参议员表明家中财务状况时，镜头再次转向看着丈夫的帕特。她之后表示自己当时也不知道丈夫到底会说些什么，所以一直在全神贯注地听。尼克松详细列明了家中的资产和负债：位于首都尚在按揭的房子，位于加利福尼亚州的另一套同样是按揭买的房子，其中后一套房当时是由他的父母居住。从父母手中以及里格斯银行贷的款，从自己人寿保险中预支的钱，自己的夫人和孩子都还没有买保险。家中有一些家具，还有辆已经买了两年的奥兹莫比尔轿车，此外他和夫人都没有任何的股票或債券。
好了，也就这些了。这就是我们所拥有的和所欠下的。虽然不多，但帕特和我都很满足，因为里面每一分钱都是我们诚实劳动所得。我应该这样说，帕特连一件貂皮大衣都没有。但她还是有一件值得尊敬的共和党人布料外套，而且我总是告诉她无论穿什么都好看。
尼克松表明上述观点后，默里·乔蒂纳相信这次演讲会非常成功。受到兴高采烈竞选经理鼓励的参议员接下来将会说出这段演讲中最知名的一段话，这段话“将为这次演讲命名，令其要么名扬天下，要么臭名昭著”：
还有件事，或者我也应该告诉你，因为如果我们不说，他们可能会借此发挥。选举开始后，我们的确有收到好处——是一件礼物。一位远在德克萨斯州的人从电台节目中听到帕特提及我们的两个孩子很想要有条狗。于是，信不信由你，就在开始这次竞选旅程前一天我们收到一封从巴尔的摩联合车站发来的电报，说他们那有个包裹要我们去取。我们去了后拿到了包裹，你猜里面是什么？

是一条装在箱子里的小可卡犬，他从大老远的德克萨斯州寄过来的，身上是黑色的，还有白色的斑点。我们的小女儿——6岁大的特里西娅——给它取名叫跳棋。你知道，我的孩子们就像别的所有孩子一样喜欢狗，而我现在只想说，无论别人怎么说，我们都打算把“跳棋”留下。
尼克松表示，自己对史蒂文森这样一个从父亲那里继承了大笔遗产的人来竞选总统感到高兴，但那些“收入微薄”的人必须也要有机会。然后他提到了前总统林肯：“记住亚伯拉罕·林肯，记得他曾说过的话：‘上帝一定很爱普罗大众，所以祂才创造了许许多多（普通人）。’”

### 批评民主党，请求公众表明立场
尼克松之后要求民主党总统候选人史蒂文森对自己的基金也做一次全面核算，并列出全部捐助者的名单。他还要求让自己妻子领国会薪水的参议员斯帕克曼对所有可能有的额外收入作出解释。“因为，乡亲们，请记住，一个要成为美国总统，或是美国副总统的人，必须要有所有人的信赖。这也是为什么我今天会来这里演说，也是为什么我建议史蒂文森和斯帕克曼先生这些同样受到攻击的人也像我这样做。”正在参议员说出这番话时，坐在克利夫兰办公室内的艾森豪威尔手中的铅笔掉了下来，他意识到作为一位主要党派的候选人，自己的财务状况也必然会受到审查。之前国会通过的一项法案让他通过畅销回忆录的获利可以当作资本增益处理，因此他也有从中获利。
尼克松表示，今后还会出现针对他的其他诽谤，许多现在攻击他的评论员当年在阿尔杰·希斯伪证案中就已经攻击过他，对于那个案件他问心无愧，不会向任何人道歉。然后他站起来从桌台后走上前并继续说道：
就这方面来说，我打算抗争到底。为什么我会有这么深刻的感受？为什么我会觉得面对这些诽谤和误解，一个男人有必要站上来展露自己的灵魂和所有？为什么我会觉得自己有必要继续抗争？原因就是：因为，你看，我爱我的祖国，而且我认为我的祖国现在很危险，而且我相信现在唯一能够拯救美国的人，就是我的竞选搭档，总统候选人德怀特·艾森豪威尔。

也许你会问：“为什么你觉得国家正处在危险中？”而我只能说，请看记录。这七年来在杜鲁门和艾奇逊政府管理下都发生了什么？有六亿人落入共产党之手，而朝鲜的那一战我们失去了11万7000名美国同胞。
尼克松声称，史蒂文森已经低估了共产主义的威胁，因此不适合担任总统。并确认只有艾森豪威尔能够带领这个国家，消除政府中的腐败和共产主义威胁。然后他就念起了一位支持者的来信，这是一位朝鲜战争军人的妻子，希望丈夫能够回家与自己团聚。她家中经济捉襟见肘，但还是凑了十美元捐给尼克松。参议员保证，自己永远都不会兑现这张支票。
距规定时间只剩不到三分钟时，尼克松终于向观众提出了关键性的问题：他是否应该继续参选？他表示自己觉得自己应该继续参选。“让我这么说吧：我不认为自己应该退出，因为我不是个半途而废的人。而且顺便说一句，帕特也不会半途而废。毕竟她的本名是叫帕特里夏·瑞安，而且出生在圣帕特里克节，而你们知道，爱尔兰人从不放弃。”
由于1952年共和党全国大会已经像以往那样授权共和党全国委员会填补候选人的空缺，于是尼克松没有理会艾森豪威尔让自己退出的要求，身在克利夫兰的将军手中的铅笔再次掉了下来，这一次还折断了。
我现在想通过这次电视广播向共和党全国委员会提交自己的意见，请他们作出最后的裁决。让他们来决定到底我是否应该继续参选。我也恳请大家给共和党全国委员会写信或发电报，告诉他们你觉得我是否应该继续参选。不管这个决定如何，我都会遵循。

我还想最后再说一句。无论如何，我都会继续抗争。我会继续在美国到处宣传，直到我们可以把那些骗子和共产党员以及那些为他们辩护的人都赶出华盛顿。
最后，尼克松向镜头走进，他的最后一句演讲是在称赞艾森豪威尔：“他是一个伟人。支持艾森豪威尔，就是在帮助美国。”

## 余波

### 候选人和民众
虽然罗杰斯和乔蒂纳都向他表示祝贺，现场还有位摄影师流下了眼泪，但尼克松起初以为这次演讲很失败，责备自己没有说明共和党全国委员会的地址。参议员一行离开剧院时，外面的共和党青年团体仍然在继续鼓舞欢呼，尼克松说：“好吧，至少我们在这个狗日的世界里引起了一场轰动。”虽然候选人自己感到失望，但他的太太确信，丈夫已经辩白了自己。有超过6000万美國人收看或收听了这场演讲，创下了当时电视观众人数的新纪录。
尼克松到达大使酒店时，大堂内还很平静，但很快有一群好心人围上来向他表示祝贺。几人好容易才回到他的套房，经过几分钟令人紧张的安静后，电话和电报开始源源不断地“从所有的地方”发来，称赞这次演讲，敦促他继续参选，不过身在克利夫兰的艾森豪威尔没有表态。

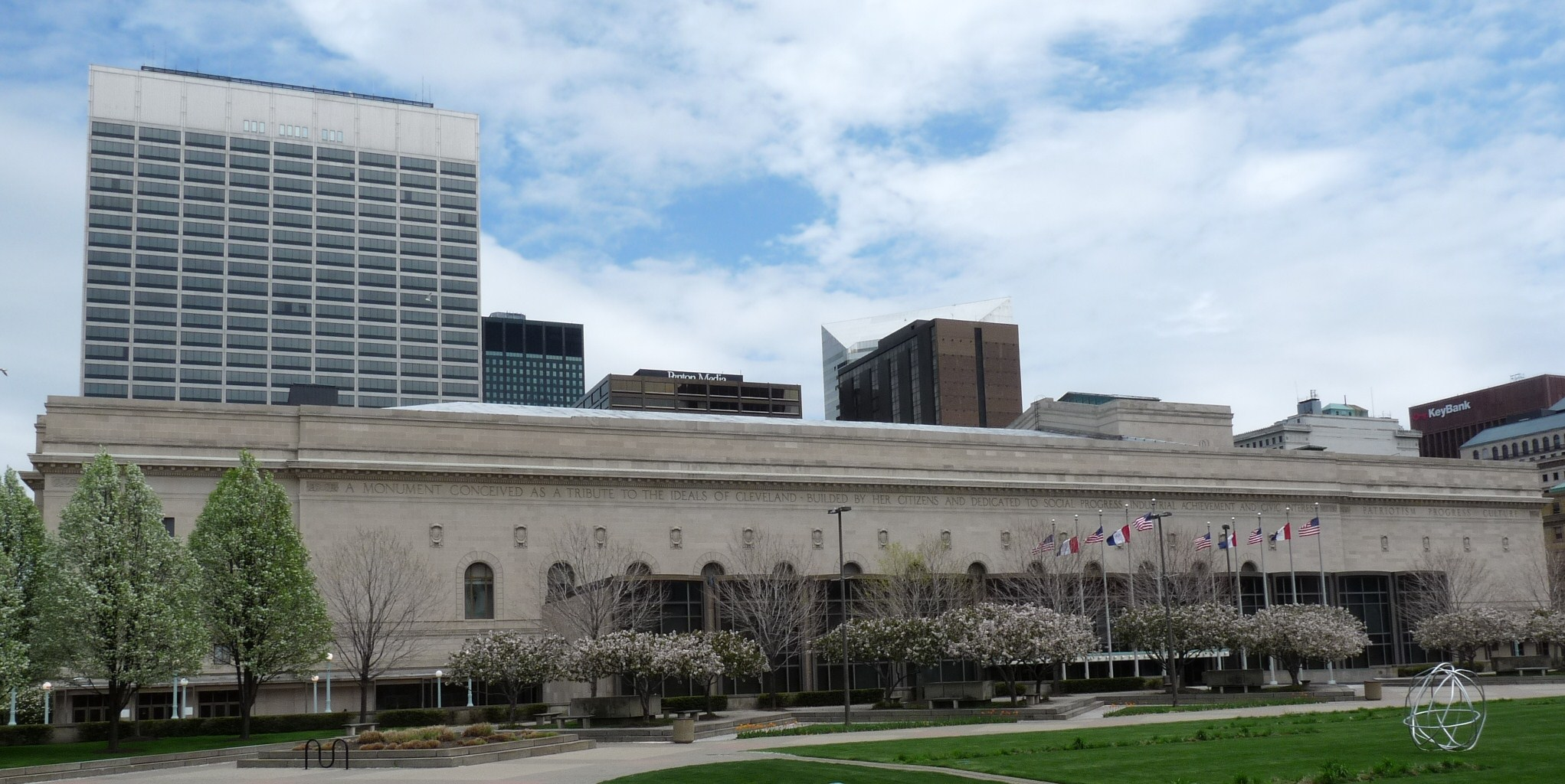
克利夫兰公共礼堂，1952年9月23日的共和党募捐活动就在这里举行。

而在克利夫兰，艾森豪威尔在演讲结束后对共和党全国委员会主席萨默菲尔德说：“好啦阿瑟，你这笔钱绝对是花得值了。”玛米·艾森豪威尔流下了眼泪，而且将军告诉她，尼克松绝对是个诚实的汉子。15000名等待艾森豪威尔发表演讲的支持者也通过大堂的公共广播系统听到了跳棋演讲，联邦众议员乔治·H·本德尔（George H. Bender）拿起麦克风向人群问道：“你们支持尼克松吗？”人群在台下大喊：“我们支持尼克松！”艾森豪威尔于是马上修改了自己的演讲内容。
无论是对艾森豪威尔向激动人群所做的演说还是发来的电报，尼克松都不置可否。将军称赞了竞选搭档的演讲，但表示两人必须见面讨论后才能做出最后的决定。艾森豪威尔表示，选择替补人选的确是共和党全国委员会的权力，但自己的意见很可能会起到决定性的影响。他邀请尼克松前去西弗吉尼亚州惠灵与自己见面，那里是他竞选活动计划前往的下一站。艾森豪威尔的电报在传送中出现延迟，并且淹没在洪水般涌向尼克松套房的信息中，尼克松之后从一份电报服务报告中才知道对方所在的地点。
尼克松得知艾森豪威尔的立场后，原本的担忧变成了愤怒，表示要是这场演讲仍无法让将军满意，那自己无论再做什么都是白费力气。他打电话给秘书罗斯·玛丽·伍兹（Rose Mary Woods）口授一份发给共和党全国委员会的电报，宣布退出选举。伍兹带着笔记离开房间后乔蒂纳拦住了她，然后接过写有电报内容的纸撕掉了。乔蒂纳理解尼克松的怒火，但觉得这个时候放弃是有欠理智的行为。他促请尼克松暂时保持冷静，让公众的支持浪潮对总统候选人施压。他还建议尼克松无需像将军要求的那样前往惠灵，而是回到位于蒙大拿州米苏拉的竞选列车上继续竞选。尼克松给艾森豪威尔发了份简短的回电，建议两人下周再到哥伦比亚特区见面。然后乔蒂纳打电话给萨默菲尔德，表示尼克松觉得自己已经受够了，除非萨默菲尔德用自己的名誉保证参议员的候选人资格不会被取消，否则他不会前去与艾森豪威尔见面。“迪克（Dick，尼克松的绰号）不会像个孩子那样前去哀求什么宽大处理。”
就在尼克松一行准备离开酒店前往机场时，他的记者朋友伯特·安德鲁斯（Bert Andrews）打来电话，告诉他最好是前往惠灵，因为公众的反应已经已经决定了结果。安德鲁斯建议尼克松满足艾森豪威尔的要求，让对方以自己选择的方式做出这个必然的决定。但是，尼克松等人最终还是选择飞往米苏拉。

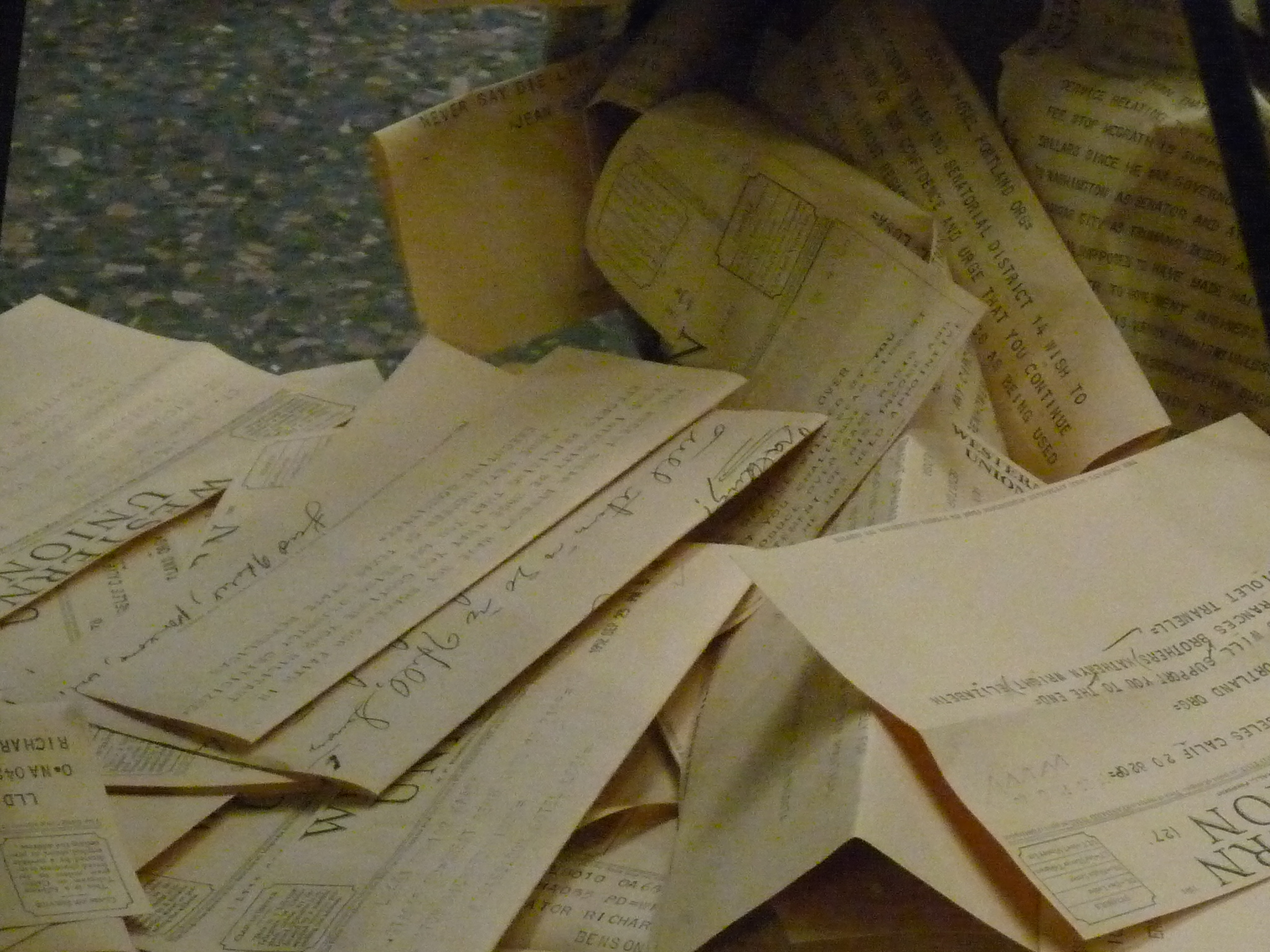
跳棋演讲后发出的表示支持的电报

这段时间里，共和党全国委员会总部和其他政治办公室共计收到了洪水般涌来的第一波共计超过400万份的信件、电报、明信片和电话。之后的一份研究表明这其中只有7%是有关其他实质性事宜，剩下的信息中支持和反对尼克松的比例达75比1，史塔生和杜威都发来了贺电。许多信件中都包含有支票帮助支付这次广播的花费，共和党全国委员会最终收回的款项总额有60000美元，达到75000美元的80%。报社的电话因人们纷纷打来询问共和党全国委员会的地址而忙得不可开交，西联汇款对突然涌来要求汇款到共和党全国委员会的大批顾客措手不及，也没有多余的人手可以帮忙。跳棋则收到了足够他吃上一整年的狗粮，还有数百个项圈、系狗皮带和玩具。
政治家的反应则大多向党派政治看齐，共和党联邦参议员卡尔·E·蒙特称：“尼克松的讲话是对美国历史上最恶毒污蔑的全面平反。”新墨西哥州民主党联邦参议员克林顿·普雷斯巴·安德森（Clinton Presba Anderson）表示：“我希望他能交待一下那18000美元的事，而不是条小狗……要是有人设立一个基金来请我吃饭，我也可以说自己没有从中拿过一分钱。”

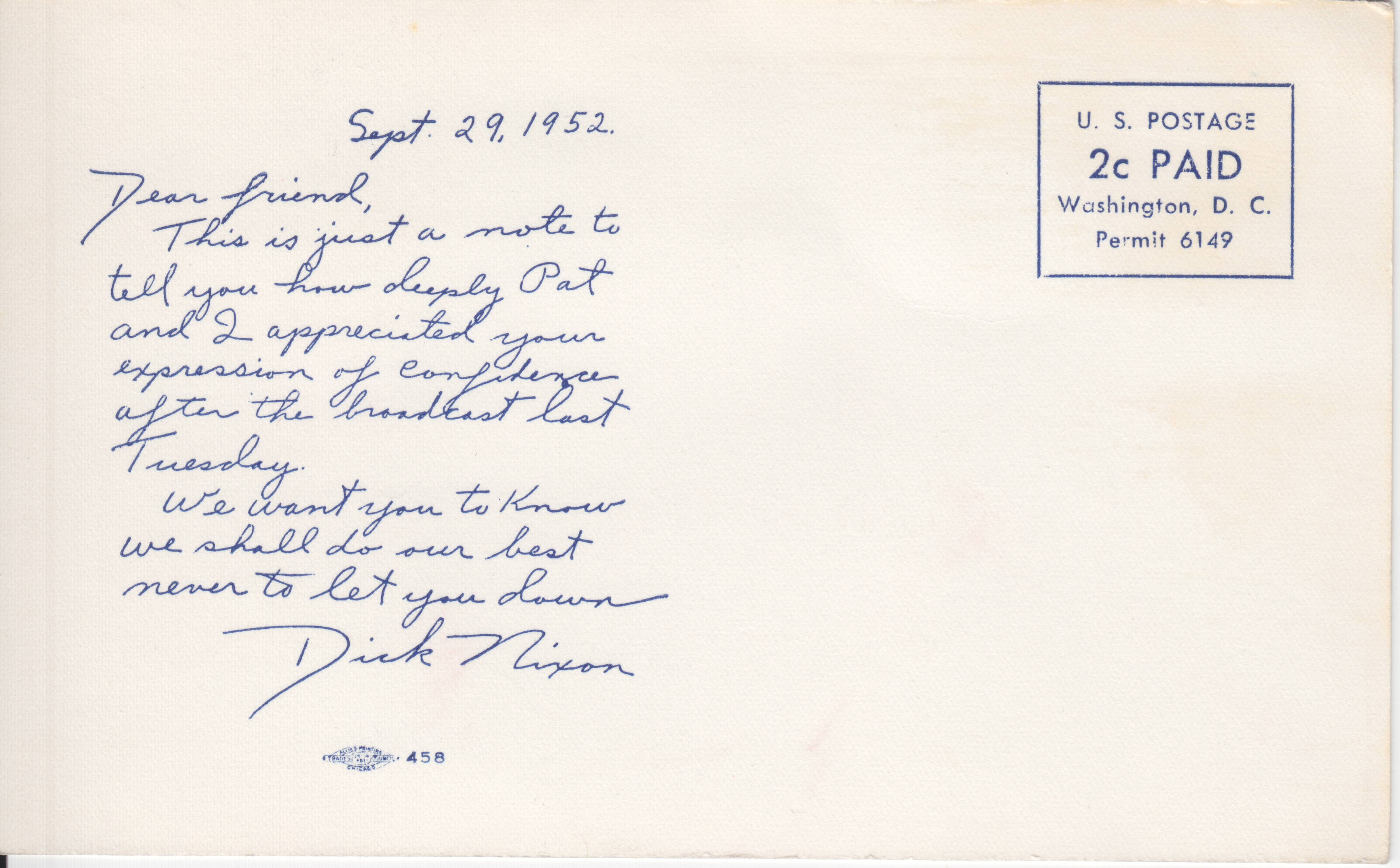
演讲后尼克松寄给支持者的明信片，这些明信片在演讲前就已预印。

9月24日早上，萨默菲尔德和汉弗莱斯打电话到尼克松在米苏拉下榻的酒店，双方达成一致后，两人前往俄亥俄州的朴次茅斯和艾森豪威尔以及竞选领袖，新罕布什尔州州长谢尔曼·亚当斯（Sherman Adams）见面，并在前往惠灵的途中向他们简要介绍了与尼克松达成的条件以及公众发来的洪水般通讯。将军和州长同意向尼克松作出他可以继续参选的承诺，并请他前来惠灵。尼克松这时已经在密苏里州发表了几次演说，又在丹佛停过一站。于是当艾森豪威尔也在演说中宣布竞选搭档是一次“抹黑企图”的受害者后，尼克松于24日晚到达惠灵。艾森豪威尔亲自到机场接机，并且在机舱门打开时急匆匆地走上台阶迎接尼克松。
两位候选人一起向前来接机的约3000名群众挥手，然后坐上同一辆车前往惠灵岛体育场，尼克松坐在司机背后的位置，艾森豪威尔与他亲切交谈，仿佛这场危机从来都没有发生过。到达体育场后，艾森豪威尔介绍称尼克松是一位“受到恶意和不道德攻击”的“同僚”，但已经成功地“给自己平反”，并且“站到了更高的位置上”。将军最后还阅读了两封电话，一封是尼克松的母亲发来向他保证自己的儿子是一个正直的人，另一封则是萨默菲尔德表示共和党全国委员会已经在投票中一致同意保留尼克松的候选人资格。然后尼克松开始讲话，告诉人们，他一共有两个时刻最以自己身为美国人而感到自豪，现在这是一个，另一次则是1945年他在纽约的胜利游行上看到艾森豪威尔将军走过。他称惠灵的这次集会是“我生命中最重要的时刻”。
到了列车上后，艾森豪威尔私下问起尼克松是否预期会遇到进一步的攻击，后者给出了肯定的答复，但表示“他们可能会拿出来做文章的任何事情我都不担心。”报道称他在回答时直视着将军的眼睛，让后者终于放了心。

### 媒体的反应
不同的媒体对这场演讲作出了不同的反应。《纽约时报》之前曾批评尼克松，甚至刊登文章声称他正因基金受到刑事调查，但这时却赞扬了尼克松的“沉着和（所做出的）保证”。《纽约新闻报》发表的社论中写道：“在我们看来，他实在是了不起，我们实在想不到别的话来形容。”《匹兹堡新闻报》（Pittsburgh Press）称这次讲话是“一次非凡的演讲”。《移动记录报》（Mobile Register）表示，尼克松把这次基金危机成功转变成一次机遇，并发挥了最大的作用。
部分报纸给出了不同意见。《巴尔的摩太阳报》指出，尼克松“没有以任何方式妥善处理根本性的问题”，而《圣路易斯邮报》（St. Louis Post-Dispatch）则称这次演讲是“一场经过精心预谋的肥皂剧”。专栏作家沃尔特·李普曼称对尼克松的支持浪潮“令人不安……只不过是暴徒的规则被现代电子手段放大了很多倍。他还在与一位共进晚餐的客人讨论这次演说时表示，“那（指演讲）一定是我们国家历史上所承受过最有失身份的经历”。另一位专栏作家托马斯·斯托克斯（Thomas Stokes）批评艾森豪威尔面对自己竞选搭档的问题含糊其辞，直到“这位年轻人自己——这位被告——不得不站出来接手。看看人家是怎么接手的！”之后艾森豪威尔担任总统期间，仍然会继续受到行事优柔寡断的指责。
尼克松拒绝回答有关基金的进一步提问，人们的注意力转向了史蒂文森的基金，特别是在其细节逐渐明朗之后。州长史帝文森的基金总额证实总额有14.6万美元，曾用来向记者发放圣诞礼物，支持私人会所的会费，还为他儿子主持的一次舞会聘请过乐队。民主党人拒绝回答有关这一基金的问题，两大党派都急于要把事情掩埋，所以事件最终不了了之。
1953年，尼克松已经当选为美国副总统。《纽约邮报》对其1952年揭示尼克松基金的报道作了跟进。记者罗伯特·斯皮维克（Robert Spivack）发现基金涉及的款项总额要高于尼克松演说中承认的18000美元，部分捐款人士不是加州人，例如其中就有美国首任驻苏联大使小威廉·克里斯蒂安·布利特，这也与尼克松在演说中的说法不符。《纽约邮报》在社论中称，尼克松的这次演讲既不全面，也不坦率。不过这则报道没有引起显著的政治回响。

## 影响

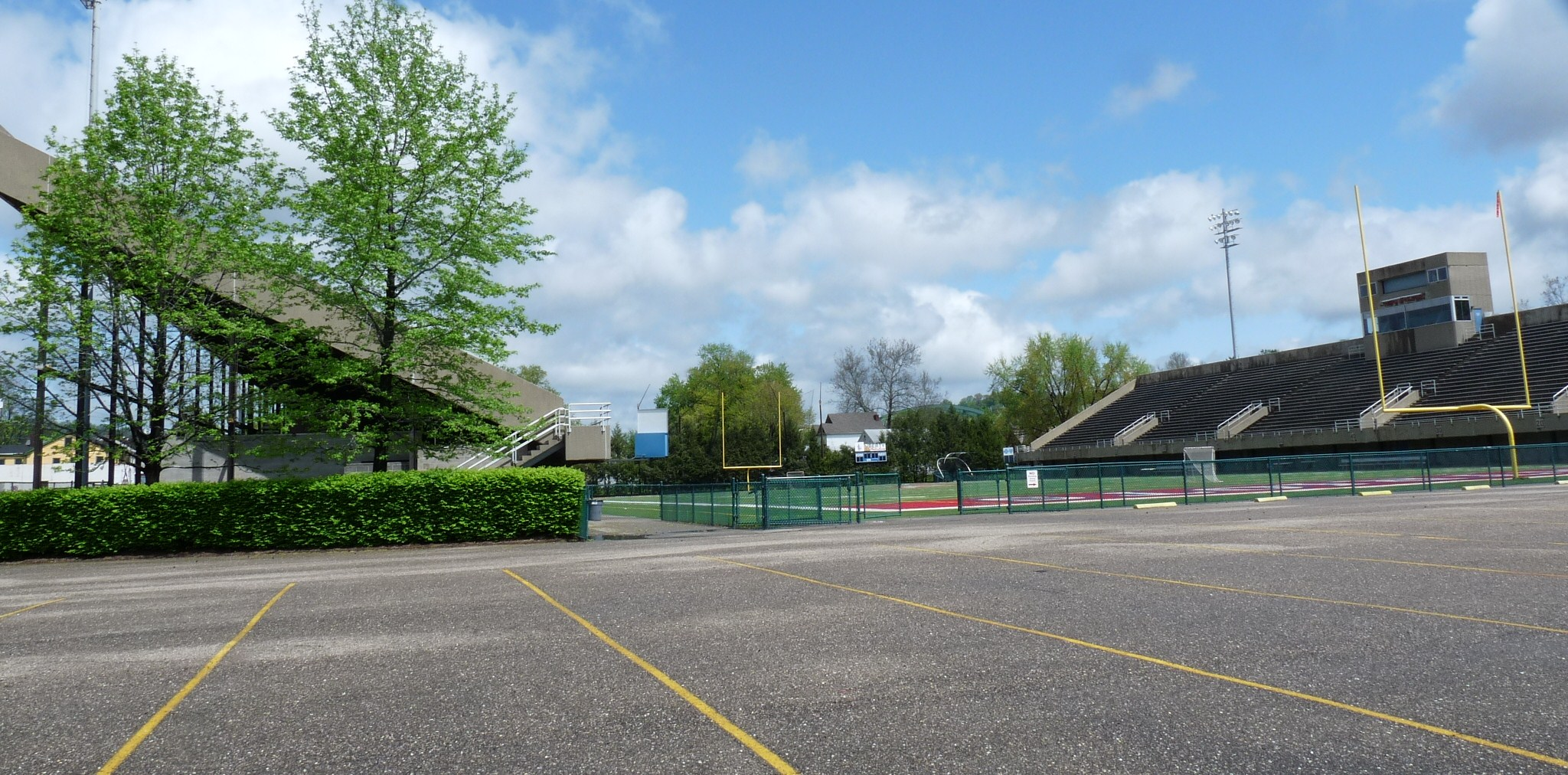
惠灵岛体育场，1952年9月24日的共和党集会就在这里举行

《纽约时报》认为，尼克松的表现给了共和党“一针强心剂”，他和艾森豪威尔一起在11月的大选中大获全胜，共和党也以微弱优势夺得了对国会两院的控制权。据尼克松的传记作者康拉德·布莱克所说，这次演讲为尼克松赢得了美国中产阶级的支持，这一支持将从此伴随他的余生，并在尼克松去世后继续为他辩护。但是也有批评人士将这一演说视为存在争议政治家“虚伪”一面的“极致体现”。尼克松的另一位传记作者史蒂芬·安布罗斯表示，有部分观众认为这番讲话是他们“所遇到过最令人恶心、厌恶和婆婆妈妈的演出之一”。
这次讲话是对通过电视进行政治宣传，激励美国人民采取行动的一次前所未有的示范。但其引发的负面媒体关注也给尼克松“留下了伤疤”，他之后即使是当任总统期间也再也没能恢复到自己作为国会议员时期与媒体之间存在的良好关系。他经常提及媒体是自己的敌人，这也在之后他的倒台中起到了不可或缺的作用。

尼克松一家的黑白色美卡犬跳棋（1952至1964年）

尼克松之后每一年都会庆祝跳棋演讲的周年纪念日，但他并不喜欢自己这次讲话以“跳棋”之名而为人熟知。在他1962年的著作《六次危机》中，这次基金危机就是其中的一次危机，尼克松表示自己反对这个术语：“仿佛是在说完全是这条狗挽救了我的政治生涯一般。”他更偏向称呼这次演说为“基金演讲”，并将其作为自己演讲撰稿人的必读文章。随着时间的流逝，跳棋演讲也变得毁誉参半，尼克松的传记作者厄尔·梅佐（Earl Mazo）表示，1960年美国总统选举期间许多人那种“我不喜欢尼克松，但也不知道为什么”的态度正与这次演讲有关。其他一些评论则认为如果没有这次演说，那么尼克松可能就在1960年大选中获胜了。而尼克松则对此反驳称，如果没有基金演讲，那么他根本就不可能参加1960年的大选。
美國可卡犬跳棋于1964年去世后葬在纽约州长岛纳苏县旺托（Wantagh）的一个宠物公墓。威廉·萨菲尔曾形容“跳棋演讲”已经成为一个习语，用来形容任何一场政治家所发表的情绪化演讲。
虽然之后出现了许多针对这次演说的批评，但哈尔·波琴（Hal Bochin）认为，尼克松当时之所以能够成功，是因为他用一个故事引起了公众的共鸣：
（美国人民）认同这个故事里的内容——低租金的公寓，按揭偿付的挣扎，向父母借贷，妻子和孩子缺少人身保险，甚至还有夫人的大衣。尼克松既是个政治人物，又是个有家室的男人，而公众钦佩这样一个“无论别人怎么说”也不会把家里的狗送回去的父亲。